# Sêmele
Sêmele (português brasileiro) ou Sémele (português europeu) era, segundo a mitologia grega, filha de Cadmo e mãe de Dioniso.